# Memminger Artikel
Die Memminger Artikel waren eine Beschwerde- und Bittschrift der Bauern an den Rat der oberschwäbischen Stadt Memmingen im Jahre 1525. Sie sind nicht zu verwechseln mit den Zwölf Artikeln, die zusammen mit der Bundesordnung ebenfalls in Memmingen niedergeschrieben wurden.

## Geschichte

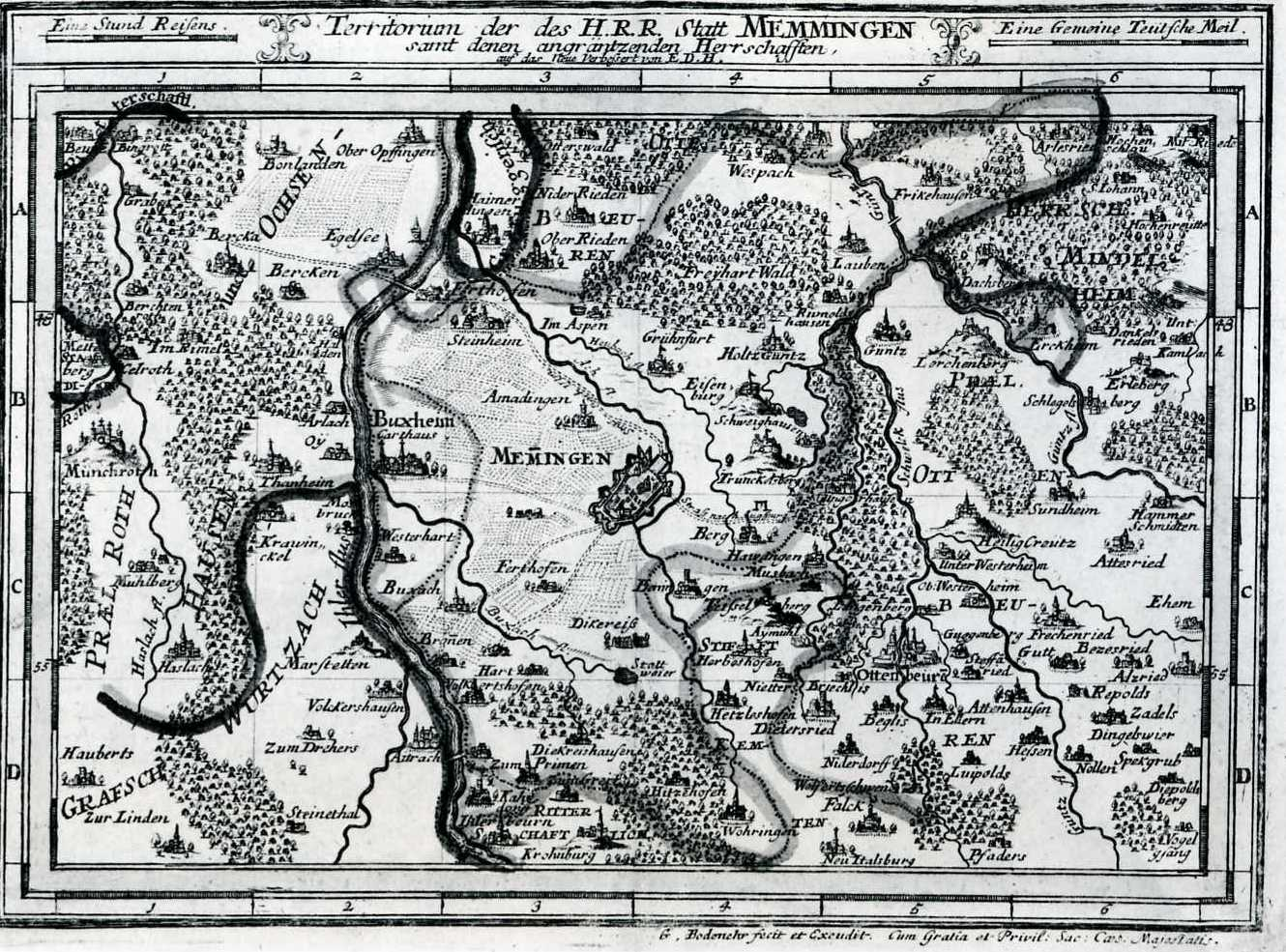
Das Territorium Memmingens

Die Memminger Artikel stehen im Zusammenhang mit der Einführung der Reformation in Memmingen. Am 16. Februar 1525 lautete eine Notiz im Ratsprotokoll, dass die Steinheimer Bauern forderten, einen eigenen Pfarrer zu wählen, der nur nach der neuen Lehre lehrt, und dass sie Holz selbst schlagen dürfen. Auch andere Dörfer im Hoheitsgebiet der Stadt (annähernd 25) forderten gewisse Zugeständnisse der Stadt. Am 23. Februar 1525 forderte die Stadt die Bauern auf, einen vierköpfigen Ausschuss zu benennen, der die Beschwerden gesammelt dem Rat überbringen sollte. Bereits am 24. Februar trat der Ausschuss aus 27 Dörfern in der Stadt zusammen. Anstatt konkreter Einzelbeschwerden wurde jedoch eine prinzipielle Forderung vorgelegt: „Nachdem ain ersamer Rat gut Wißen tregt, wie das hailig Evangelium nun me bei zwai Gnaden Gottes, wölchem sei Lob und Er, weil nun sich erfinden wil vil böser Mißbrüch, so dem Wort Gottes ganz entgegen und zuwider seind, auch dem gemainen armen Man vast beschwerlich und unleidenlich, damnach ist unser diemitig Bit und Beger an E.e.W., ir wöllen uns nach Ausweisung und Inhalt des götlichen Worts halten und bei demselben bleiben laßen. Was uns dann dasselbig götlich Wort nimpt und gibt, wöl wir alzeit gern annemen und bei demselben bleiben“. Die Bauern wollten nicht mehr die herkömmlichen Pflichten gegenüber der Stadt erfüllen, sondern nur noch jene, die mit der Heiligen Schrift im Einklang standen. Der Rat bestand auf konkreten Forderungen, die die Bauern vier Tage später vorbrachten:
- 1. Artikel: Freie Pfarrerwahl. Der Pfarrer soll, wenn er das reine Evangelium nach den Wünschen der Gemeinde predigt, von dieser direkt bezahlt werden, predigt er anders, kann er jederzeit von der Gemeinde ersetzt werden.
- 2. Artikel: Aufgrund der Erklärung, den Pfarrer selbst zu unterhalten, soll der Zehnt abgeschafft werden. Dieser sei ohnehin mit der Heiligen Schrift nicht zu vereinbaren.
- 3. Artikel: Die Leibeigenschaft soll abgeschafft werden.
- 4. Artikel: Die Jagd und Fischerei soll freigegeben werden.
- 5. Artikel: Der Frondienst soll auf ein vernünftiges Maß verringert werden.
- 6. Artikel: Der Ehrschatz soll aufgehoben werden.
- 7. Artikel: Die Strafen gegen schwere Verbrechen sollen auf das alte Maß verringert werden.
- 8. Artikel: Das Land, das früher der Gemeinde gehörte, soll dieser zurückgegeben werden.
- 9. Artikel: Die landwirtschaftlichen Erzeugnisse (z. B. Korn, Fleisch, Milch) sollen von den Bauern frei verkauft werden dürfen.

Der Schlusssatz der Artikel lautete, wenn eine der Forderungen nicht mit der Bibel vereinbar ist, soll sie ersatzlos gestrichen werden. Ebenfalls wird nochmals das göttliche Recht beschworen, obwohl es damals kein geltendes Recht aufgrund der Bibel gab.
Die Memminger Artikel stellten erstmals in der Geschichte einen Bezug der Heiligen Schrift zum weltlichen Recht her.
Der Stadtrat antwortete am 15. März 1525 und stimmte einigen der Artikel zu. Er sah sich zwar außerstande, fremden Patronatsherren Vorschriften zu machen oder gar deren Rechtstitel zu schmälern, jedoch versprach er, geeignete Maßnahmen zu treffen. Die Stadt entließ ihre Bauern aus der Leibeigenschaft, jedoch pochte sie weiterhin auf ihre Hoheitsrechte, die Erhebung von Steuern und Abgaben, die Wehrhoheit und die Satzungskompetenz. In den Wäldern der Stadt wurde den Bauern der Stadt das Jagen erlaubt. Die Fischerei wurde jedoch nur freigegeben, wenn die Bauern ältere Besitzansprüche nachweisen konnten. Die Frondienste wurden beibehalten. Hier zeigte die Stadt keinerlei Gnade, ebenso beim Ehrschatz, jedoch, wenn die Bauern bereit wären, ihre Höfe jedes Jahr neu in Bestand zu nehmen, verzichte die Stadt darauf. Die Pfarrerwahl durch die Gemeinde wurde akzeptiert, die Entlassung der Pfarrer behielt sich die Stadt jedoch vor. Der freie Verkauf der Erzeugnisse könne gegen eine Misserntenklausel freigegeben werden. Allerdings sollte in der Frage des Zehnts die Verhandlung aller oberschwäbischen Bauern mit dem Schwäbischen Bund abgewartet werden. Die Entlassung aus der Leibeigenschaft solle dagegen bleiben. Allerdings wurden auch diese Rechte wiederum beschnitten. Die freie Wahl des Ehepartners wurde gestattet, allerdings nur für Freie. Die Freizügigkeit wurde gewährleistet, wenn alle Verpflichtungen gegenüber der Stadt erfüllt waren. Dies war im Verlauf des Bauernaufstandes in Deutschland ein bemerkenswerter Schritt, der durchaus reichsweites Aufsehen hervorrief. Erst mit den Zwölf Artikeln, die kurze Zeit später mit der Bundesordnung in der Memminger Kramerzunft verfasst wurden, wurden ähnliche Erfolge auch in anderen Teilen des Landes erzielt. Die Stadt nahm die Zugeständnisse im Gegensatz zu anderen Landesteilen nach dem Ende der Aufstände nicht zurück.